# Black Star (холдинг)
Black Star Inc. — российский холдинг, основанный командой музыкального лейбла «Black Star» в 2016 году.

## История
10 октября 2016 года, в канун десятилетия со дня основания лейбла «Black Star», на официальном сайте появилось изображение, представляющее собой перечёркнутый логотип и надпись «The end». Аналогичные изображения были размещены в социальных сетях на страницах лейбла и его артистов. Позднее стало известно, что Black Star не закрыт, а провёл ребрендинг, повторив маркетинговый ход британской группы Radiohead, совершённый весной того же года. Целью масштабной пиар-акции стало привлечение как можно большего внимания аудитории к бренду. 13 октября основатель лейбла Тимур Юнусов (Тимати) заявил, что «с сегодняшнего дня Black Star становится группой компаний». По словам Тимати, «объединение в группу компаний позволит лучше контролировать деятельность и продукцию компаний, входящих в группу, а также предотвратить размывание бренда». 
В созданный холдинг вошли: музыкальный лейбл «Black Star», сеть ресторанов «Black Star Burger», сеть брендовых магазинов одежды «Black Star Wear», агентство маркетинговых коммуникаций «Global Star», разработчик софта для музыкального бизнеса «Make It Music», барбершоп и тату-студия «13 by Black Star», радиостанция «Black Star Radio», футбольное агентство «Black Star Sport», игровая компания «Black Star Gaming», компания-лицензиар «Black Star Safe» и другие фирмы.
27 ноября 2019 года был ликвидирован бренд «Black Star Sport», целью которого было создание футбольного клуба, представляющего интересы российских и международных спортсменов.
27 июля 2020 года Тимур Юнусов объявил об уходе из группы компаний. В его ведение перешли «13 by Black Star», «13 Beauty by Black Star» и «Black Star Fitness», также Юнусов сохранил доли в проектах «Black Star Burger», «Black Star Karting» и «Black Star Car Wash». При этом Тимати вышел из капитала всех остальных компаний холдинга.
В сентябре 2022 года стало известно, что Тимати продал свою долю в сети бургерных «Black Star Burger». На тот момент ему принадлежало 17% бизнеса. Покупателем доли стал немецкий бизнесмен Йоханн Рафаэль Совада, сумма сделки составила 70 млн рублей. Одним из условий продажи было то, что Тимати не станет публично разглашать свой уход из бизнеса. В качестве аванса Совада перевёл Тимати 63 млн рублей, а остальные обязался передать позже. Однако иностранец не спешил погашать долг. Тогда Тимати обратился в суд, и суд встал на сторону Юнусова. Соваду обязали отдать Тимати 7 млн рублей, неустойку за просрочку и покрыть судебные издержки.

## Основные активы холдинга
| Активы            | Генеральный директор | Собственники                                                  |
| ----------------- | -------------------- | ------------------------------------------------------------- |
| Black Star        | Павел Курьянов       | Павел Курьянов (50%), Вальтер Чассем (50%)                    |
| Black Star Safe   | Павел Курьянов       | Павел Курьянов (50%), Вальтер Чассем (50%)                    |
| Global Star       | Хардинг Донтчуанг    | Павел Курьянов (50%), Вальтер Чассем (50%)                    |
| Black Star Burger | Юрий Левитас         | Юрий Левитас (49%), Павел Курьянов (17%), Йоханн Совада (17%) |